# Celestus occiduus
Celestus occiduus é uma espécie de lagarto da família Anguidae.
Era endêmica da Jamaica.